# Paisjusz (patriarcha Jerozolimy)
Paisjusz – prawosławny patriarcha Jerozolimy w latach 1645–1660.